# По-Ланжевен, Жорж
Жорж По-Ланжеве́н (фр. George Pau-Langevin; род. 19 октября 1948 года, Пуэнт-а-Питр) — французский политический и государственный деятель, министр заморских территорий (2014—2016).

## Биография
Родилась 19 октября 1948 года, окончила Парижский университет и Университет Пантеон-Ассас. В 1975 году вступила в Социалистическую партию. Работала адвокатом, с 1984 по 1987 год являлась президентом Движения против расизма и за дружбу между народами. С 1989 года работала в Национальном агентстве продвижения и интеграции работающих за рубежом (Agence nationale de promotion et d’insertion des travailleurs d’outre-mer), с 1997 по 2001 год возглавляла его.
С 1992 по 1998 год — депутат регионального совета Иль-де-Франс.
С 2001 по 2007 год работала в администрации мэра Парижа Бертрана Деланоэ, где отвечала за связь с общественными организациями и заморскими территориями.
В 2007—2012 годах — депутат Национального собрания от 21-го округа Парижа.
В 2012 году избрана в Национальное собрание от 15-го округа Парижа, но временно отстранилась от парламентской деятельности ввиду работы в правительстве.
16 мая 2012 года назначена министром-делегатом по успеваемости Министерства образования в первом правительстве Эро. Сохранила эту должность во втором правительстве Эро, которое прекратило существование 31 марта 2014 года.
2 апреля 2014 года вступила в должность министра заморских территорий в первом правительстве Мануэля Вальса.
25 августа 2014 года сохранила свой портфель во втором правительстве Вальса.
30 августа 2016 года ушла в отставку по личным причинам.
В 2016 году вернулась в Национальное собрание.
В ходе так называемых «гражданских праймериз» с преобладающим участием претендентов от Социалистической партии, организованных в преддверии президентских выборов 2017 года, поддержала кандидатуру евродепутата Венсана Пейо.
18 июня 2017 года во втором туре парламентских выборов на фоне общего поражения Социалистической партии переизбрана в Национальное собрание от своего прежнего округа с результатом 60,29 %.
15 ноября 2020 года назначена помощником уполномоченной по правам человека Клэр Эдон и объявила об отказе от депутатского мандата ввиду несовместимости его с новой должностью.

## Труды
- Практическое руководство по правам иностранцев: право, образ действий / Guide pratique du droit des étrangers : le droit, les démarches (2004)
- Представлять французский народ / Représenter le peuple français (2011)